# Jeanne Galzy
Jeanne Galzy, seudónimo de Jeanne Baraduc (Montpellier, 30 de septiembre de 1883 - Montarnaud, 6 de mayo de 1977) fue una escritora francesa. Novelista y biógrafa, fue también poeta, ensayista, dramaturga, crítica literaria y miembro del jurado del Premio Femina.

## Biografía
Louise Jeanne Baraduc nació el 30 de septiembre de 1883 en Montpelier. Sus padres eran Léon Baraduc, comerciante mayorista de artículos de mercería, y Émilie Blanche Guillot, hija de un óptico. Galzy es el nombre de su bisabuela. Su hermana menor, Berthe, escribió dos novelas para niños.
Jeanne creció en Montpellier en un ambiente protestante. Completó su educación secundaria en la primera escuela secundaria pública para niñas (después llamada Lycée Clemenceau) en Francia, luego comenzó la educación superior como "auditora voluntaria" (auditor libre) en la Universidad Paul Valéry de Montpellier. Continuó su educación superior en la Ecole Normale Supérieure para niñas en Sèvres de 1907 a 1911. Obtuvo la agregación femenina de letras (una oposición pública) en 1911.
Fue profesora de literatura de 1915 a 1943, y se convirtió en la primera mujer en enseñar en una escuela secundaria masculina en Montpellier durante la Primera Guerra Mundial. Publicó su primera novela L'envelie en 1911 bajo el nombre asexual de J. Galzy.
Jeanne Galzy, lesbiana, tuvo una aventura con la actriz Caroline-Eugénie Segond-Weber (1867-1945), desde alrededor de 1921 hasta la muerte de esta en 1945.
Jeanne Galzy murió el 7 de mayo de 1977 en Montarnaud y fue enterrada en el cementerio protestante de Montpellier.

## Trabajo literario
Jeanne Galzy escribió sobre el tiempo que atraviesa, sobre sus propias experiencias, describiendo con sensibilidad la vida cotidiana de sus contemporáneos. La mayoría de sus novelas se ubican en su región natal. Montpellier, lo que se menciona en al menos once de sus novelas. Jacques Angleviel, autor de un libro de memorias "sobre la vida en Montpellier desde el siglo 19 hasta la Primera Guerra Mundial", mencionó a Jeanne Galzy como la " Mauriac de Languedoc".
En 1969 inició una tetralogía situada en la Camarga, en el medio protestante de principios del siglo XX, La Sorpresa de Vivir. 
Jeanne Galzy gozó de cierta popularidad y reconocimiento literario. Era miembro del salón de Natalie Clifford Barney y era leída por escritoras como Colette o Marguerite Yourcenar. Sabemos que mantiene una activa correspondencia con este último. Hélène de Monferrand estuvo notablemente influenciada por Jeanne Galzy. Al igual que otras escritoras de su generación (el período de entreguerras), Jeanne Galzy sufrió la indiferencia de los críticos. Su obra, así como la de otras autoras como Marguerite Audoux o Catherine Pozzi, es relativamente desconocida en la actualidad y muchos de sus libros ya no se imprimen.

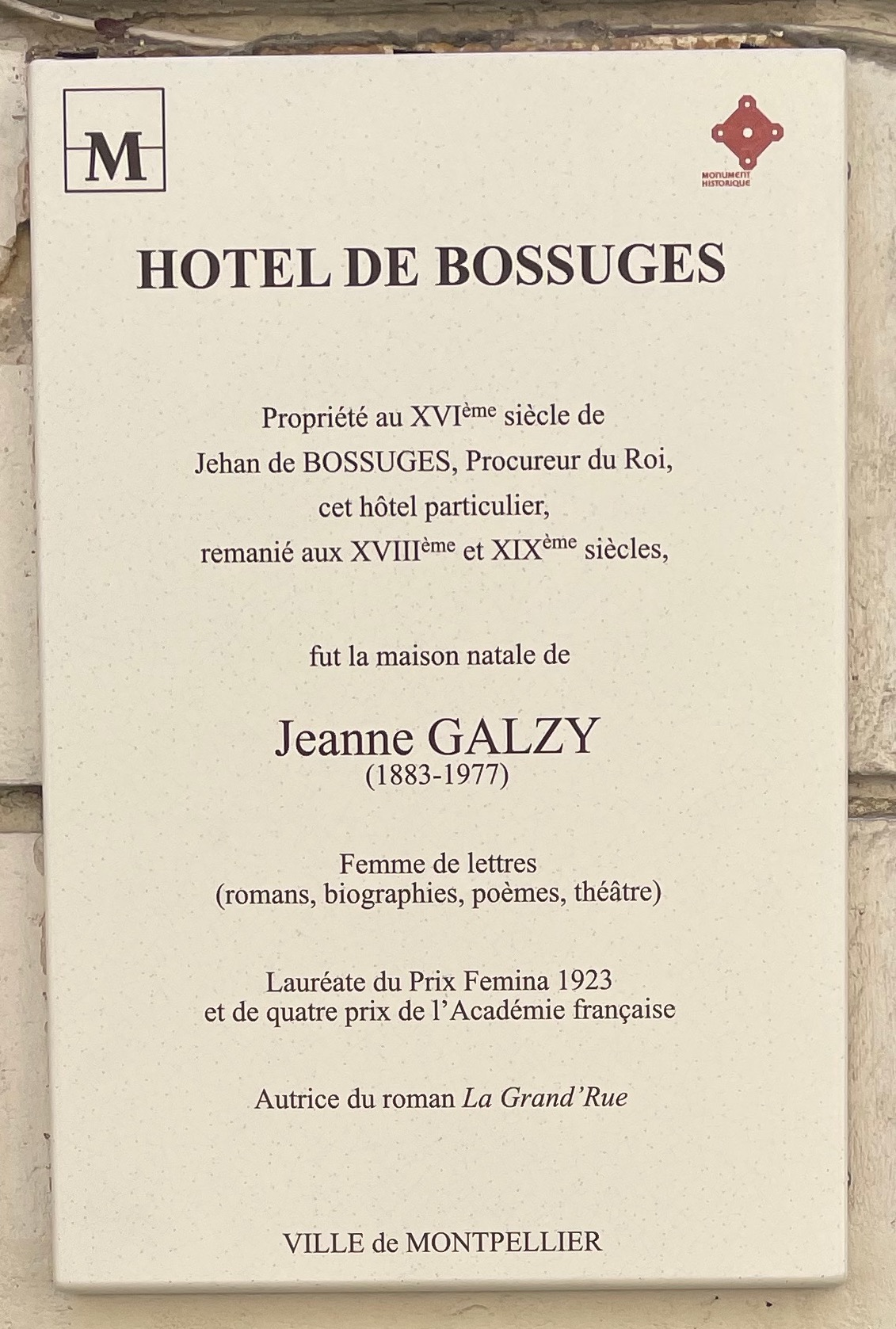
Placa en memoria de Jeanne Galzy instalada el 11 de junio de 2022 por la ciudad de Montpellier

Jeanne Galzy se convirtió en miembro del jurado del Premio Femina en 1945, entonces presidido por Madeleine Saint-René Taillandier, y permaneció así hasta su muerte en 1977.

### El Premio Femina de 1923
Durante sus primeros años de enseñanza, Jeanne Galzy padeció una tuberculosis ósea (enfermedad de Pott) que la llevó a convalecer en Berck. Aprovechó esta experiencia para escribir Les Allongés, que ganó el Premio Femina en 1923, por delante de Henry de Montherlant y Joseph Kessel.

### Lesbianismo
El lesbianismo es un tema recurrente en su producción literaria. Tres novelas escritas relativamente temprano en la carrera de Jeanne Galzy exploran el deseo lésbico, The Initiator with Empty Hands, The Demons of Solitude y Young Girls in a Hothouse, escritas entre 1929 y 1934.

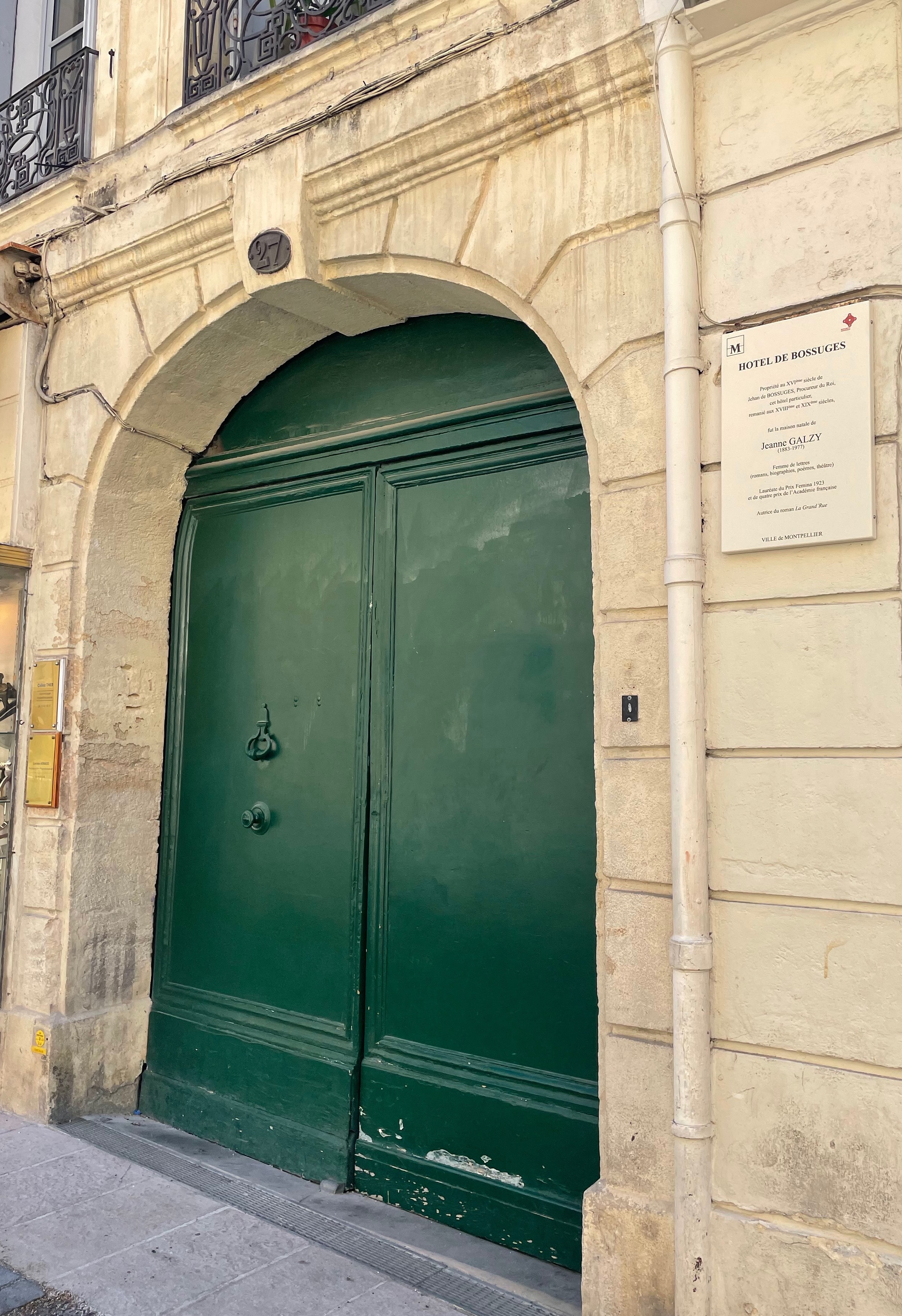
Vista de la placa colocada en memoria de Jeanne Galzy

The Empty-Handed Initiator presenta a una maestra que desarrolla sentimientos cada vez más intensos por uno de sus alumnos. En Les Démons la solitude, un padre y su hija (que ya tiene una gran amiga) se enamoran de la misma mujer. Young Girls in a Hothouse es, con mucho, la novela más explícita de las tres : se desarrolla una relación entre una alumna y su profesora, en un posible amor que al final será frustrado. Young Girls in a Hothouse pretendía ser el retrato de los estudiantes de la École Normale Supérieure de Sèvres; la escuela tenía fama de ser un "caldo de cultivo para las relaciones homosexuales", y ya había sido objeto de una novela que exploraba el deseo homosexual, Les Sévriennes (1900) de Gabrielle Reval.
Posteriormente en su carrera, Jeanne Galzy volvería al tema lésbico en la serie de novelas publicadas bajo el título La sorpresa de vivir (1969-1976).

## Reconocimientos

### Premios literarios
- 1913 Premio Montyon por El entierro[23]
- Premio Montyon de 1919 por La mujer entre los niños[23]
- 1923 Premio Femina por Les Relongés
- 1928 Premio de la Academia a Santa Teresa de Ávila[23]
- 1931 Premio Brentano por El iniciador con las manos vacías
- 1950 Premio Alice-Louis Barthou por todo su trabajo[23]

### Condecoraciones honoríficas
- Oficial de la Orden de las Palmas Académicas 1922
- Caballero de la Legión de Honor 1932[17]
- Oficial de la Orden de las Artes y las Letras.

### Homenajes póstumos
Llevan su nombre:
- un edificio de la Universidad Paul Valéry de Montpellier
- un club de ocio para personas mayores en Montpellier
- un punto muerto en Montpellier[16]
- un callejón sin salida en Jacou
- una calle en Baillargues
- una placa en su memoria se coloca en Montpellier en n 27 de la Grand'Rue Jean Moulin, dirección de su lugar de nacimiento[24]

## Obra
- L'Ensevelie, Mercure de France, 1911.
- Les Allongés, F. Rieder et cie, 1923 ; rééd. Ferenczi et fils ; rééd. Gallimard, 1975. Prix Femina 1923.
- La Femme chez les garçons, F. Rieder et cie, 1924 ; réédition Ferenczi et fils, 1932
- La Grand Rue, Rieder et cie, 1925 ; réédition Ferenczi et fils.
- Le Retour dans la vie, F. Rieder et cie, 1926 ; réédition Ferenczi et fils.
- Sainte Thérèse d'Avila, 1927.
- L'Initiatrice aux mains vides, Ed. Rieder, 1929.
- Jeunes filles en serre chaude, Gallimard, 1934.
- Le Village rêve, NRF, 1935.
- Catherine de Médicis, NRF « Leurs figures », 1936.
- Les Démons de la solitude, Rieder, 1936.
- Margot, reine sans royaume, NRF « Leurs figures », 1939.
- Les Oiseaux des îles, NRF, 1941.
- Pays perdu, NRF, 1943.
- Diane de Ganges, Lyon, Gutenberg, 1945 ; rééd. sous le titre Le Dieu terrible, Diane de Ganges, SEPE, Paris, 1949.
- La Cage de fer, NRF, 1946.
- Vie intime d'André Chénier, Les éditions de la Nouvelle France, 1947
- George Sand, Julliard, 1950.
- La Femme étrangère, 1950.
- L'Image, Gallimard, 1952.
- La Jeunesse déchirée, 1952.
- Le Parfum de l'Œillet, Gallimard, 1956.
- Celle qui vint d'ailleurs, 1958.
- La Fille, 1961
- Agrippa d'Aubigné, 1965
- La Surprise de vivre
  - La Surprise de vivre, Gallimard NRF, 1969 ; Double Interligne, 1997.
  - Les Sources vives : la surprise de vivre II, NRF, 1971.
  - La Cavalière : la surprise de vivre III, NRF, 1974 ; Double Interligne, 2000.
  - Le Rossignol aveugle : la surprise de vivre IV, NRF, 1976.
- J'écris pour dire que je fus... Poèmes 1910-1921, Inclinaison, 2013

## Publicaciones
- Claire Pascal, Retratos de escritores, El espejo de las ideas, 1979.[25]
- Jacques Proust (1979). «Eloge de Mme Jeanne Galzy». Bulletin de l'Académie des Sciences et Lettres de Montpellier (en francés). Tome 10.
- Angleviel, Jacques (1982). Montpellier du Second Empire à la guerre de 14-18 d’après l’œuvre de Jeanne Galzy (en francés). Mémoire de maîtrise, Université de Montpellier III.
- Dieudonné Giraut, " n 27 Grand'rue, la memoria de la escritora Jeanne Galzy", Cahiers de la Grand'Rue - volumen n . 7 "La Grand'rue, hace cincuenta años, 1987[26]
- Jeanne Galzy, novelista de Languedoc 1883-1977, Catálogo de la exposición presentada en la Biblioteca Carré d'Art de Nîmes, 1997.
- Jean Sagnes, "Jeanne Galzy ante la revuelta campesina de 1907", Historia y literatura en Francia en el siglo XX, obra colectiva dedicada a Jean Rives, 2003
- Nadine, membre de l’Association Mémoire Protestante Montpelliéraine (Juillet 2007). «Louise Jeanne Baraduc, dite Jeanne GALZY». Bulletin d’information et d’étude de l’association (en francés) 1: 6-7.
- Huard, Raymond (2009). Jeanne Galzy, romancière ou la surprise de vivre (en francés). Uzès: Éditions Inclinaison. p. 212. ISBN 978-2-916942-09-4. OCLC 424138272.
- Raymond Huard,  Huard, Galzy Jeanne (conocida como Jeanne Baraduc) ”, en Patrick Cabanel y André Encrevé (eds.), Diccionario biográfico de los protestantes franceses desde 1787 hasta la actualidad : DG, t. 2, Ediciones de París/Max Chaleil, Raymond Huard,  Raymond Huard, ISBN 978-2-8462-1288-5), pág. 738-739.
- Un hermoso retrato de Jeanne Galzy en el libro de Hubert Delobette en el Papillon rouge Editeur;noviembre de 2010 ;ISBN 978-2-917875-13-1
- Una de las escritoras estudiadas por Dumont, Paula (15 février 2015). Entre femmes - 300 œuvres lesbiennes résumées et commentées (en francés). Éditions l'Harmattan.
- Michèle Verdelhan-Bourgade (2017). «Jeanne Galzy ou comment la région devient roman». Bulletin de l'Académie des Sciences et des Lettres de Montpellier. (en francés) 48.
- Michèle Verdelhan-Bourgade (Décembre 2018). «Jeanne Galzy, témoin de Montpellier». Bulletin historique de la ville de Montpellier: 96-107. ISSN 0758-332X.
- Michèle Verdelhan-Bourgade (2712/2019). Une femme de lettres hors du commun (en francés). Paris: L'Harmattan. p. 219. ISBN 978-2-343-18859-1.
- Carole Renard (2020). «Innovation numérique et archives : « L’Hérault de Jeanne Galzy », une balade historique et culturelle». Patrimoines. La revue de l'institut national du patrimoine (15): 154.
- Aurore Turbiau, Margot Lachkar, Camille Islert, Manon Berthier, Alexandre Antolin (26 de mayo de 2022). Ecrire à l'encre violette - Littératures lesbiennes en France de 1900 à nos jours. Cavalier Bleu (Editions Le). p. 292. ISBN 979-10-318-0516-0.